# Frank Bsirske
Frank Bsirske, né le 10 février 1952 à Helmstedt, est un syndicaliste et homme politique allemand. De 2001 à 2019, il est président du syndicat Ver.di (Syndicat unifié des services) qui syndique les salariés des services. Il est membre de l'Alliance 90 / Les Verts et député au Bundestag depuis 2021.

## Biographie
Frank Bsirske est le fils d'un ouvrier syndicaliste IG Metall chez Volkswagen et d'une infirmière. Il a obtenu le bac en 1971. Étudiant en sciences politiques, il fut adhérent des jeunesses socialistes allemandes Sozialistische Jugend Deutschlands-Die Falken  de Hanovre dès 15 ans, militant contre la guerre du Viet-nam en 1968. Exclu des jeunesses socialistes, il rejoint en 1987 les Grünen; cet écologiste dans l'âme avait déjà participé en France aux manifestations pour le Larzac et contre la centrale nucléaire de Plogoff dans les années 1970. En 1989, il est élu au secrétariat de l'ÖTV  de la région de Hanovre, puis secrétaire général en 1990, puis en 1991 secrétaire général de l'ÖTV du Land  de Basse-Saxe auf. De 1997 à 2000, il est responsable du personnel de la ville de Hanovre. 
Ce cinéphile, amateur de jazz, de cuisine italienne, de vacances en France, marié sans enfant. a été élu le 9 novembre 2000 secrétaire du syndicat des transports ÖTV, organisation à la base du regroupement d'autres structures dans Ver.di, dont il est le secrétaire depuis le 20 mars 2001. Frank Bsirske est administrateur salarié du groupe énergétique RWE et du transporteur aérien Lufthansa.
Proche d'Attac Allemagne, son syndicat a mené avec cette organisation un combat public pour l'amélioration des conditions de travail chez Lidl. En décembre 2004, Ver.di y avait dénoncé dans un Livre noir un "climat de peur" et le fait que "la pause - pipi était un luxe pour beaucoup de caissières". Ce combat d'opinion s'inspirait des techniques de dénonciation aux États-Unis contre Walmart.
Son syndicat a mené en 2006 une grève victorieuse de plusieurs semaines contre l'allongement du temps de travail à 40 heures dans les services publics, avec interruption des collectes d'ordures ou des structures de garde d'enfants. Le temps de travail n'a été relevé qu'à 39h au lieu de 38h30 précédemment. Malgré son dynamisme reconnu, Ver.di n'en a pas moins perdu 300 000 adhérents depuis sa création, avec encore 2,5 millions d'adhérents[réf. nécessaire].
Il quitte la présidence de Ver.di en septembre 2019 et est remplacé par Frank Werneke.